# Igreja Presbiteriana de Manaus
A Igreja Presbiteriana de Manaus é uma igreja protestante reformada, de orientação calvinista presbiteriana (faz parte da Igreja Presbiteriana do Brasil), com doutrina conservadora e liturgia contemporânea. Enfatiza grupos familiares e ministérios, como forma de evangelização, discipulado, comunhão e serviço no reino de Deus.

## História
A Igreja Presbiteriana iniciou suas atividades em Manaus em 1898, com pessoas saídas da Missão Betesda, um trabalho metodista iniciado por Marcus E. Carver. O português José Joaquim Dias doou o terreno e edificou o pequeno templo, na rua Cearense. Em 1899, partiu de Recife para Manaus o presbítero Vera Cruz, que não se deu com o clima e teve de voltar. No mesmo ano, o aspirante ao ministério Lourenço de Barros (1859-1905) permaneceu por algum tempo na cidade, fortalecendo o pequeno grupo presbiteriano. Depois de ordenado, foi ali residir em 1902, vindo a ser o primeiro pastor presbiteriano do Amazonas. Em 18 de novembro de 1904, ele o Rev. William M. Thompson organizaram a Igreja Presbiteriana de Manaus. Lourenço de Barros morreu vitimado pelo beribéri em 26 de abril de 1905.
A partir de então, a igreja foi servida por vários anos pelo Rev. William Thompson, antigo missionário em Caxias e em Belém, que foi à capital amazonense por diversas vezes, em visitas prolongadas.
Em julho de 1910, foi ocupar o posto vago pela morte de Lourenço o Rev. Cícero Barbosa, que era oficial reformado do exército, havendo exercido o pastorado em Goiana, Palmares e Gameleira, em Pernambuco. Algum tempo depois, Cícero deixou o pastorado, aceitando uma comissão militar no interior do Estado. Mais tarde o Rev. Antônio Almeida, sergipano de nascimento, e um dos mais destacados ministros do Presbitério de Pernambuco, fez uma visita demorada ao Amazonas, permanecendo uma temporada em Manaus bem como no Acre, em Sena Madureira. Em seguida, foi pastor residente em Manaus o Rev. Raimundo Bezerra Lima, cearense, antigo militar como Cícero Barbosa, além de outros obreiros.
Durante muito tempo, o trabalho persistiu debaixo de grandes dificuldades, sendo assistido por pastores que permaneciam em Manaus por pouco tempo e o trabalho se garantiu pela ajuda de presbíteros.
Nos anos de 1942 a 1945, assumiu o pastorado da igreja o pastor Josafá Siqueira por designação do Presbitério Ceará-Amazônia. No seu pastorado houve uma preocupação em evangelizar a vizinhança da igreja e, como consequência, muitas pessoas humildes das redondezas frequentavam os cultos e a Escola Bíblica Dominical. Em 1961, a igreja contava apenas com uma congregação situada no bairro de Educandos, foi quando recebe seus primeiros impulsos para uma evangelização mais efetiva. O pastor Élio Nogueira Castelo Branco desenvolveu incansável trabalho de evangelização que culminou na fundação dos trabalhos de São Jorge, Crespo  e Petrópolis.
Neste mesmo período, surge a CAMAM (Campanha Missionária da Amazônia) com o objetivo de alcançar com o evangelho as regiões do interior do Amazonas. Na década de 1970, houve no pastorado do Pr. Caio Fábio D'Araújo um crescimento vertiginoso e relevante. Foi o Pr. Caio que infundiu aos novos pastores a visão dos ribeirinhos dos rios da Amazônia. Nos anos 1980, o Ministério de Evangelização de Ribeirinhos se intensifica, impulsionado pelos pastores José João e João Wilson com o apoio da APEAM (Aliança Pró Evangelização do Amazonas).
Na década que se finda em Abril de 1992, iniciou-se o projeto Barco Hospitalar com o apoio da Visão Mundial. Em 1999, recebeu da Sociedade Bíblica do Brasil em convênio o Barco Hospitalar Luz da Amazônia II, o qual prestou muitos serviços a várias comunidades dos rios Solimões e Amazonas, por um ano e meio, depois foi devolvido à SBB. Nesta mesma década, surge providencialmente os grupos familiares, reunindo a igreja nos lares. Em Agosto de 2001, foi cedido pela Visão Mundial o Barco Hospitalar Manfred Grellert, de 18 metros para realização dos trabalhos, agregando-se a frota de barcos da igreja.
Em 2002, a igreja possuía 3.000 membros adultos, batizados, mais 2.000 crianças, entre as que são membros não comungantes e as que apenas participam das atividades regularmente, totalizando-se de 5.000 pessoas (2.000 (membros e congregados) no templo Central, 2.000 (membros e congregados) distribuídos em 20 congregações na cidade e outros 1.000 (membros e congregados) distribuídos em 50 congregações no interior do Estado).

## Administração
A Igreja é governada por um conselho composto de 8 pastores e 17 presbíteros e 11 diáconos. O pastor efetivo,  presbíteros e  diáconos são eleitos pelo povo,  pastores auxiliares são convidados pelo conselho. Possui   também outros 6 pastores servindo nas congregações. 
O conselho é auxiliado pela junta diaconal, composta de 11 diáconos que depois de experimentados são submetidos a eleição pelo povo, e pelas auxiliares de culto ( irmãs chamadas para auxiliarem os diáconos na ordem do culto e na assistência social).
- Pastoreio

A igreja é pastoreada por muitos líderes, além dos líderes da administração, conta com 4 coordenadores (3 estão entre os 15 pastores) de área, 12 coordenadores de grupos,35 supervisores, 220 líderes de grupos familiares, 400 auxiliares e 220 hospedeiros desses grupos.

## Educação Cristã
- Escola Bíblica de Treinamento

É um instrumento para treinar os líderes e ensinar os princípios cristãos contidos na Bíblia a todas as pessoas (todas as faixas etárias). Entre as classes, oferece estudos para novos convertidos, crianças, adolescentes, jovens, casais e cursos especiais para líderes. Treinamento de Auxiliares de Grupos Familiares, Discipuladores, Antigo e Novo Testamento, História da Igreja, Aconselhamento Cristão e dentre outros.

## Eventos

### Paixão pela Vida
Trata-se de um espetáculo musical com uma trajetória de mais de 40 anos na capital amazonense, onde revisita a história da morte e ressurreição de Jesus Cristo.

### Selá
O Seminário de Louvor e Adoração (Selá) é um evento anual  voltadas a pessoas de qualquer idade, onde cantores  ministram palestras sobre louvor e adoração, voltadas a pessoas de qualquer idade. Em 2014, o evento ocorreu na semana do aniversário de 110 anos da Igreja e contou om a partiipação das atrações nacionais Fernanda Brum, Emerson Pinheiro e Daniel Souza.

### English camp
Um acampamento que iniciou em 2009 , e que cresceu , alcancando agora Fortaleza, Rio Branco - AC. E no ano de 2019 realizou o primeiro camp na Europa, na cidade do Porto em Portugal , em 2020 adentrara a Espanha . O evento pode ser definido como um acampamento de imersão na língua inglesa, onde se tem o ensino da lingua inglesa , jogos , interacao e noites tematicas . Conta com a presença de estrangeiros, onde ministram aulas e interagem com o grupo. Se tornou o maior acampamento da Igreja reunindo cerca de 380 jovens .

## Organizações internas
SAF - Sociedade Auxiliadora Feminina, que congrega as mulheres, e tem como objetivo serem verdadeiras auxiliadoras. As atividades da SAF são as seguintes: reuniões mensais com todas as sociais, reuniões mensais de departamentos (sub-grupos), apoio social e espiritual a viúvas e idosos, evangelização e missões, eventos beneficentes, ministérios nos hospitais e presídios.
UMP - União de Mocidade Presbiteriana, congrega moços de 18 a 35 anos de ambos os sexos, com a finalidade de crescerem na fé e trabalharem juntos. As atividades desenvolvidas pelo jovens são cultos aos sábados, estudos bíblicos, programa sevangelísticos, sociais, retiros e dentre outros.
UPA - União Presbiteriana de Adolescentes, reúne os adolescentes de 13 a 18 anos, com as mesmas finalidades e atividades dos jovens.
UPH - União Presbiteriana de Homens, que congrega os homens, e tem por finalidade criar espaço para o ministério dos homens na igreja, promover seminários, integração entre os pais e filhos, visitação e apoio espiritual aos membros da igreja.
UPC - União Presbiteriana de Crianças, que reúne crianças de 0 a 12 anos. Suas atividades acontecem especialmente nos domingos de manhã.